# Hulhudhoo (Raa-atol)
Hulhudhoo is een van de onbewoonde eilanden van het Raa-atol behorende tot de Maldiven.